# Harwick (Pensilvania)
Harwick es un lugar designado por el censo ubicado en el condado de Allegheny en el estado estadounidense de Pensilvania. En el año 2010 tenía una población de 899 habitantes.

## Geografía
Harwick se encuentra ubicado en las coordenadas 40°33′22″N 79°48′19″O / 40.55611, -79.80528.. Según la Oficina del Censo de los Estados Unidos, Harwick tiene una superficie total de 0,44 mi² (1,1 km²), de la cual 0,44 mi² (1,1 km²) corresponden a tierra firme y 0 mi² (0 km²) es agua.